# Dendrobium cochleatum
Dendrobium cochleatum är en orkideart som beskrevs av Johannes Jacobus Smith. Dendrobium cochleatum ingår i släktet Dendrobium, och familjen orkidéer. Inga underarter finns listade i Catalogue of Life.